# Hawranie Polany
Hawranie Polany – cztery polany w Dolinie Hawraniej w słowackich Tatrach Bielskich. W kolejności od południa są to:
- Wyżnia Polana Hawrania,
- Zadnia Polana Hawrania (najbardziej wysunięta na zachód),
- Pośrednia Polana Hawrania,
- Niżnia Polana Hawrania[1]

Polany położone są na wysokości powyżej około 1350 m i ciągną się na odcinku o długości około 300 m, przedzielone pasami lasu o szerokości do 50 m. Na najwyżej położoną Wyżnią Hawranią Polanę opada Żleb z Mostem. Obrzeżami Niżniej i Pośredniej Polany prowadzi Bielska Ścieżka nad Reglami.
Nazwę polanom nadał Władysław Cywiński w 4 tomie przewodnika Tatry. Polany znajdują się na zamkniętym dla turystów i taterników obszarze ochrony ścisłej Tatrzańskiego Parku Narodowego). Od czasu zaprzestania ich użytkowania polany stopniowo zarastają lasem. 
Za pasem lasu powyżej Hawranich Polan znajduje się jeszcze jedna polana – Hawrania Rówień.